# Copa Sub-23 de Futebol de 2010
A Copa Sub-23 de Futebol Profissional, ou simplesmente Copa Sub-23, foi uma competição de futebol e a primeira tentativa de se criar um campeonato nacional para a categoria Sub-23 no Brasil (em 2017, a CBF criou o Campeonato Brasileiro de Futebol Sub-23). Organizada pela Traffic, em parceria com a FPF e FERJ, teve uma única edição realizada em 2010. 
O campeonato originalmente contaria com a participação dos doze principais clubes brasileiros. No entanto, São Paulo, Cruzeiro e Grêmio recusaram o convite por razões distintas, como excursões previamente marcadas para o exterior ou insuficiência do número de atletas na categoria por empréstimo a outros clubes. Assim, o Avaí foi convidado, totalizando em dez equipes participantes.
Todos as partidas do torneio foram realizadas como preliminar dos jogos do time principal, durante o Campeonato Brasileiro. A competição foi vencida pelo Internacional.

## Regulamento
O regulamento seguiu o formato dos Jogos Olímpicos, no qual cada equipe poderia contar com até três jogadores acima de 23 anos de idade.
A Copa Sub-23 foi organizada em três fases (primeira fase, semi-final e final), das quais as equipes jogariam no mínimo cinco e no máximo sete partidas. As equipes foram divididas em 2 grupos (A e B) com cinco participantes cada.
Com o objetivo de estimular a busca da vitória em todas as partidas que terminarem empatadas no tempo regulamentar, em todas as fases da Competição, houve a disputa de pênaltis, conforme procedimento estabelecido nas regras do jogo de futebol, tal como definidas pela International Football Association Board. Cada equipe teria a oportunidade de ganhar um ponto extra em uma disputa de três penalidades alternadas. Assim, o vencedor da disputa leva dois pontos, enquanto o derrotado fica com apenas um.
Primeira fase
Nesta fase as equipes jogarão grupo contra grupo, em turno único, classificando-se para a fase semifinal as duas equipes com o maior número de pontos ganhos, nesta fase.
Semifinal
A fase semifinal da Copa Sub-23, será disputada pelas quatro equipes classificadas na primeira fase, divididas em dois grupos (C e D) de dois, que jogarão dentro dos respectivos grupos em partida única, classificando-se para a fase final a equipes com o maior número de pontos ganhos nos respectivos grupos, considerados exclusivamente os resultados obtidos nesta fase.
Final
Na fase final, o primeiro colocado do grupo C e o primeiro colocado do grupo D jogarão entre si em partida única, sagrando-se campeão o que somar o maior número de pontos ganhos, considerados exclusivamente os resultados obtidos nesta fase.
Na partida da fase final a equipe que tiver obtido a melhor campanha na somatória de todas as fases anteriores, realizará a partida na condição de mandante.
Condições de jogo
As equipes poderão utilizar atletas nascidos a partir de 1987 e mais três nascidos em 1986, ou antes, por partida. Para os goleiros, não haverá faixa de idade limite.
O atleta advertido com cartão vermelho ou a cada série de três cartões amarelos, ficará automaticamente impedido de participar de partida seguinte. O Clube mandante sempre jogará com seu uniforme número um, salvo alteração por acordo prévio entre as equipes.

### Critérios de desempate
Ocorrendo igualdade em pontos ganhos entre duas ou mais equipes na primeira fase, serão aplicados sucessivamente os seguintes critérios técnicos de desempate:
- Maior número de vitórias;
- Maior saldo de gols;
- Maior número de gols marcados;
- Menor número de cartões vermelhos recebidos;
- Menor número de cartões amarelos recebidos;
- Sorteio público na sede da FPF.

Nas aplicações dos critérios de desempate, serão computados apenas os resultados e gols conquistados no tempo regulamentar, não considerando as vitórias e os gols nas cobranças de pênaltis.

## Televisionamento
Os jogos da Copa Sub-23, serão televisionados pelo canal aberto de televisão Esporte Interativo, canal fechado SporTV e acompanhado também no site de internet Portal Terra.

## Participantes
| Equipe           | Cidade         | Estado | Estádio            | Capacidade |
| ---------------- | -------------- | ------ | ------------------ | ---------- |
| Atlético Mineiro | Belo Horizonte | MG     | Arena do Jacaré[a] | 18 000     |
| Avaí             | Florianópolis  | SC     | Ressacada          | 17 800     |
| Botafogo         | Rio de Janeiro | RJ     | Engenhão           | 44 000     |
| Corinthians      | São Paulo      | SP     | Pacaembu           | 37 952     |
| Flamengo         | Rio de Janeiro | RJ     | Engenhão           | 44 000     |
| Fluminense       | Rio de Janeiro | RJ     | Engenhão           | 44 000     |
| Internacional    | Porto Alegre   | RS     | Beira-Rio          | 56 000     |
| Palmeiras        | São Paulo      | SP     | Arena Barueri[b]   | 35 000     |
| Santos           | Santos         | SP     | Vila Belmiro       | 21 256     |
| Vasco da Gama    | Rio de Janeiro | RJ     | São Januário       | 25 000     |

- c. ^ O Parque Antártica estava em demolição para dar lugar a Arena Allianz Parque.
- d. ^ O Mineirão estava fechado para obras devido a Copa do Mundo FIFA de 2014.

## Classificação

### Grupo A
| Classificação[carece de fontes?] | Classificação[carece de fontes?] | Classificação[carece de fontes?] | Classificação[carece de fontes?] | Classificação[carece de fontes?] | Classificação[carece de fontes?] | Classificação[carece de fontes?] | Classificação[carece de fontes?] | Classificação[carece de fontes?] | Classificação[carece de fontes?] | Classificação[carece de fontes?] | Classificação[carece de fontes?] |
| Pos                              | Times                            | Pts                              | J                                | V                                | E                                | D                                | GP                               | GC                               | SG                               | %                                |                                  |
| -------------------------------- | -------------------------------- | -------------------------------- | -------------------------------- | -------------------------------- | -------------------------------- | -------------------------------- | -------------------------------- | -------------------------------- | -------------------------------- | -------------------------------- | -------------------------------- |
| 1                                | Internacional                    | 15                               | 5                                | 5                                | 0                                | 0                                | 10                               | 2                                | +8                               | 100                              |                                  |
| 2                                | Vasco da Gama                    | 11                               | 5                                | 3                                | 1                                | 1                                | 13                               | 6                                | +7                               | 73                               |                                  |
| 3                                | Avaí                             | 9                                | 5                                | 3                                | 0                                | 2                                | 7                                | 4                                | +3                               | 60                               |                                  |
| 4                                | Palmeiras                        | 5                                | 5                                | 1                                | 2                                | 2                                | 4                                | 8                                | -4                               | 33                               |                                  |
| 5                                | Fluminense                       | 0                                | 5                                | 0                                | 0                                | 5                                | 2                                | 9                                | -7                               | 0                                |                                  |

|  |                                     |
|  | Zona de classificação à semi-final. |

### Grupo B
| 1 | Atlético Mineiro | 9 | 5 | 3 | 0 | 2 | 7 | 3  | +4 | 60 |
| 2 | Corinthians      | 8 | 5 | 2 | 1 | 2 | 4 | 10 | -6 | 53 |
| 3 | Santos           | 6 | 5 | 2 | 0 | 3 | 4 | 6  | -2 | 40 |
| 4 | Botafogo         | 6 | 5 | 2 | 0 | 3 | 9 | 12 | -3 | 40 |
| 5 | Flamengo         | 6 | 5 | 1 | 2 | 2 | 5 | 5  | 0  | 40 |

|  |                                     |
|  | Zona de classificação à semi-final. |

### Geral
| Classificação | Classificação    | Classificação | Classificação | Classificação | Classificação | Classificação | Classificação | Classificação | Classificação | Classificação | Classificação |
| Pos           | Times            | Pts           | J             | V             | E             | D             | GP            | GC            | SG            | %             |               |
| ------------- | ---------------- | ------------- | ------------- | ------------- | ------------- | ------------- | ------------- | ------------- | ------------- | ------------- | ------------- |
| 1             | Internacional    | 15            | 5             | 5             | 0             | 0             | 10            | 2             | +8            | 100           |               |
| 2             | Vasco da Gama    | 11            | 5             | 3             | 1             | 1             | 13            | 6             | +7            | 73            |               |
| 3             | Atlético Mineiro | 9             | 5             | 3             | 0             | 2             | 7             | 3             | +4            | 60            |               |
| 4             | Avaí             | 9             | 5             | 3             | 0             | 2             | 7             | 4             | +3            | 60            |               |
| 5             | Corinthians      | 8             | 5             | 2             | 1             | 2             | 4             | 10            | -6            | 53            |               |
| 6             | Santos           | 6             | 5             | 2             | 0             | 3             | 4             | 6             | -2            | 40            |               |
| 7             | Botafogo         | 6             | 5             | 2             | 0             | 3             | 9             | 12            | -3            | 40            |               |
| 8             | Flamengo         | 6             | 5             | 1             | 2             | 2             | 5             | 5             | 0             | 40            |               |
| 9             | Palmeiras        | 5             | 5             | 1             | 2             | 2             | 4             | 8             | -4            | 33            |               |
| 10            | Fluminense       | 0             | 5             | 0             | 0             | 5             | 2             | 9             | -7            | 0             |               |

|  |                  |
|  | Melhor campanha. |

## Confrontos
Para ler a tabela, a linha horizontal representa os jogos da equipe como mandante. A coluna vertical indica os jogos da equipe como visitante.
|  |                                                           |
|  | Equipes do mesmo grupo não se enfrentam na primeira fase. |

|               | ATM | AVA | BOT | COR | FLA | FLU | INT | PAL | SAN | VAS |
| ------------- | --- | --- | --- | --- | --- | --- | --- | --- | --- | --- |
| Atlético-MG   | —   | 1-0 |     |     |     |     |     |     |     | 0-1 |
| Avaí          |     | —   | 4-1 | 1-2 | 1-0 |     |     |     |     |     |
| Botafogo      |     |     | —   |     |     |     | 1-2 |     |     | 4-3 |
| Corinthians   |     |     |     | —   |     | 2-1 |     | 0-0 |     |     |
| Flamengo      |     |     |     |     | —   | 2-0 |     | 1-1 |     | 2-2 |
| Fluminense    | 0-2 |     | 1-2 |     |     | —   |     |     | 0-1 |     |
| Internacional | 1-0 |     |     | 4-0 | 1-0 |     | —   |     |     |     |
| Palmeiras     | 1-4 |     | 2-1 |     |     |     |     | —   |     |     |
| Santos        |     | 0-1 |     |     |     |     | 1-2 | 2-0 | —   |     |
| Vasco da Gama |     |     |     | 4-0 |     |     |     |     | 3-0 | —   |

## Finais
A final da Copa Sub23 foi realizada no dia 14 de novembro de 2010, sendo a decisão da 1ª edição desta competição. As equipes participantes jogaram entre si em partida única, sagrando-se campeão o que somou o maior número de pontos ganhos, considerados exclusivamente os resultados obtidos nesta fase.
|  | Semifinal        | Semifinal        | Semifinal   |   |               | Final         | Final | Final |
|  |                  |                  |             |   |               |               |       |       |
|  | Internacional    | Internacional    | 5           |   |               |               |       |       |
|  | Vasco da Gama    | Vasco da Gama    | 0           |   |               |               |       |       |
|  |                  |                  |             |   | Internacional | Internacional | 3     |       |
|  |                  | Corinthians      | Corinthians | 0 |               |               |       |       |
|  | Atlético Mineiro | Atlético Mineiro | 1           |   |               |               |       |       |
|  | Corinthians      | Corinthians      | 4           |   |               |               |       |       |

## Premiação
| Copa Sub-23                          |
| ------------------------------------ |
| Sport Club Internacional (1º título) |

## Artilharia
Atualizado em 14 de novembro às 20:16 UTC-3
| Gols | Jogador    | Time             |
| ---- | ---------- | ---------------- |
| 7    | Guto       | Internacional    |
| 5    | D. Rosa    | Vasco da Gama    |
| 4    | Weslley    | Corinthians      |
| 3    | C. Borja   | Flamengo         |
| 3    | W. Morais  | Corinthians      |
| 3    | Willian    | Botafogo         |
| 2    | A. Patrick | Vasco da Gama    |
| 2    | Careca     | Corinthians      |
| 2    | E. Sasha   | Internacional    |
| 2    | F. Canavan | Fluminense       |
| 2    | J. Silva   | Vasco da Gama    |
| 2    | Joedson    | Atlético Mineiro |
| 2    | M. Gabriel | Internacional    |